# Addio fantasmi
Addio fantasmi è il secondo romanzo per adulti della scrittrice Nadia Terranova, pubblicato nel 2018.

## Storia editoriale
Il romanzo è stato finalista al Premio Strega 2019 ed ha vinto il Premio Letterario Nazionale Subiaco Città del Libro, il Premio Alassio Centolibri - Un autore per l'Europa, il Premio Città di Penne-Mosca-America e il Premio letterario internazionale Nino Martoglio.

## Trama
Ida è nata a Messina, ma da anni vive a Roma, sposata con Pietro e di professione autrice di storie radiofoniche. I coniugi non hanno figli e alla base di questa scelta stanno alcune difficoltà, ma soprattutto l'incapacità di lei di superare un trauma avvenuto quando aveva 13 anni. A quel tempo avvenne che il padre di Ida, depresso in modo grave, una mattina lasciasse la famiglia senza dire una parola, per poi sparire per sempre, senza che si trovasse un qualsiasi indizio del suo destino. Lo choc di Ida è amplificato dalla circostanza che, lei tredicenne, accudiva il padre mentre la madre era al lavoro; vedendolo rifiutare il cibo e persistere nel mutismo, la ragazzina mangiava il pranzo di entrambi, dando luogo a una finzione che valeva solo per lei. Dopo la scomparsa, la madre di Ida si è rassegnata e arresa alle circostanze, mentre la ragazzina, divenuta giovane e donna, non ha mai smesso di rivivere quel momento, sentendo il padre nello scorrere dell'acqua e facendo sogni insopportabilmente angoscianti.
Ida ha trentasei anni quando un giorno la madre le chiede di raggiungerla a Messina. Vorrebbe vendere la casa, che tuttavia necessita di ristrutturazioni, e vuole che Ida esamini le cose che ha lasciato. Con molta perplessità, la donna si mette in treno e raggiunge la madre. Tra loro ci sono stati vari scontri e Ida non vuole tenere altro che una scatola rossa, di cui la madre ignora l'esistenza; inoltre si rifiuta di considerare anche propria la casa, sottraendosi (secondo la madre) ad una responsabilità che le due devono condividere. Quando, il giorno dopo l'arrivo, Ida conosce il signor De Salvo e suo figlio Nikos (di madre greca), i quali hanno l'incarico di svolgere i lavori, a lei viene spontanea una certa arroganza, fuor di luogo, perché invece deve liberare un ripostiglio al più presto. La casa ha problemi di infiltrazioni di acqua dal terrazzo sul tetto e il signor De Salvo ha le idee chiare su come sanare la situazione. Non si lascia incantare dai modi di Ida e compie con il figlio, un ragazzo di vent'anni, i lavori per cui si è impegnato.
Nei giorni che seguono, Ida riesce a compiere una ricognizione del suo passato, cercando i luoghi in cui è stata con i genitori, in particolare con il padre. Insieme andavano sul lungomare, poi lei si esercitava a pattinare; per questo ha associato il padre all'elemento acquatico ed inoltre perché probabilmente l'uomo si è gettato in mare, dopo la partenza da casa. Sono seguiti ventitre anni di silenzi, di pensieri non palesati, di rimproveri piuttosto chiari da parte della madre ("Non c'è solo il tuo dolore") e di muta disapprovazione del marito. Neppure il nome di questo padre ha mai pronunciato, ma l'ora è giunta: ripercorrendo le antiche strade della sua vita interiore, Ida trova il coraggio di scrivere su una panchina: "Qui è morto Sebastiano Laquidara. Lo piange la figlia Ida".
Ma il pellegrinaggio spirituale di Ida non è compiuto. Pietro si fa sentire da Roma e lei, pur abituata a brevi e reciproche separazioni, stavolta sente forte il richiamo dell'uomo amato; lui la reclama accanto a sé, lei deve giungere alla fine della sua storia passata. Durante il liceo, aveva avuto un'unica amica, Sara, e ora decide di cercarla. Avevano passato i pomeriggi in casa di Ida a fare compiti, erano andate in gita assieme, avevano condiviso le prime esperienze da adulte. Ora però Sara si mostra stranamente ostile, non vuole assolutamente aver più a che fare con Ida. Veterinaria, si occupa molto più degli animali che degli esseri umani. Così, dando un passaggio in auto a Ida, le dice che l'ha sopportata fino a diciannove anni, quando, dovendo sottoporsi a un aborto (e Ida l'aveva accompagnata all'ospedale e assistita), si era ritrovata alle prese con un cancro. Il dolore l'aveva riempita e non c'era più spazio per gli altri. Non che il dramma di Ida fosse poca cosa, ma un dolore proprio, che le toglieva la possibilità di avere dei figli, l'aveva cambiata. E Ida, a queste rivelazioni, rispetta lo stato di Sara, dalla quale si separa definitivamente.
Intanto in casa le cose sono migliorate, è calata la tensione con la madre, altri problemi sono andati a posto. Ma c'è Nikos che vuole mostrare qualcosa a Ida e lo stesso giorno, a sera, la porta in moto in un luogo caratteristico, detto Casa del Puparo. Qui le racconta di avere amato una ragazza alla follia; Anna, già fidanzata, lo corrispondeva e si dovevano chiarire le cose con il fidanzato. Invece un pazzo li aveva investiti entrambi mentre parlavano e Anna era morta. A Nikos era stato negato persino un dolore pubblico, perché formalmente il fidanzato era un altro e perché se ne stava ferito in ospedale. Il processo aveva dato piena ragione a Nikos e Anna, ma lui non si rassegnava, né voleva farlo. E questo ha voluto raccontare a Ida. E lei, tornata a casa, ha finalmente il coraggio di cercare la scatola rossa, di aprirla. Ci sono dentro la pipa del padre e una cassetta con la sua voce. Affrontando questi oggetti, sepolti da ventitre anni, Ida finalmente piange, poi ride, perché si accorge che ha modificato negli anni il ricordo della voce del padre, tanto che inizialmente non l'aveva riconosciuta.
Al risveglio, l'indomani, Ida apprende dalla madre che Nikos è morto e ha la certezza che si sia tolto la vita. Le due donne condividono questo dolore; partecipano insieme anche ai funerali, nel Duomo gremito di folla. Il congedo è ormai prossimo e la signora ha deciso di non vendere più la casa, sarà Ida a decidere una volta che lei sarà morta. Ida non porta con sé nulla, a parte la scatola rossa, di cui la mamma non sa niente. Il commiato è sereno, Pietro le va incontro a Villa San Giovanni. Sul traghetto, nel mezzo dello Stretto, Ida riflette che non ha sinora imparato a dire "Addio", ma questo è il momento. Presa la scatola rossa, con tenerezza la getta in fondo al mare.

## Personaggi
- Ida Laquidara. Protagonista e narratrice in prima persona. Messinese, ha trentasei anni ed è sposata con Pietro; vivono a Roma. Quando aveva tredici anni, ha subito la scomparsa del padre, Sebastiano Laquidara, ed è rimasta sola con la madre. A Roma scrive storie radiofoniche che hanno un notevole successo di pubblico.
- Signora Laquidara. Madre di Ida. Ha lavorato in un museo, mantenendo in tal modo la famiglia e permettendo alla figlia di avere un eccellente percorso di studio. Dopo la scomparsa del marito, ha rinunciato a rifarsi una vita.
- Sebastiano Laquidara. L'uomo che è scomparso. Depresso, sempre a letto, aveva rinunciato al lavoro (era insegnante di greco e latino), al cibo e a parlare. Una mattina è uscito di casa e non si è più saputo nulla di lui, ma evidentemente si è tolto la vita.
- Pietro. Marito di Ida. La coppia ha alcune difficoltà di natura sessuale, ma l'amore e la determinazione ad essere uniti sono sempre tra i due. Di poche parole, ha incoraggiato Ida a scrivere, aiutandola a non identificarsi del tutto con il padre attraverso scelte lavorative differenti.
- Sara. Compagna di scuola e unica amica di Ida. A diciannove anni le due però hanno smesso di frequentarsi, in apparenza per motivi naturali di crescita e separazione delle strade. Ma a trentasei anni, quando Ida e Sara si ritrovano, la prima scopre che dietro al distacco di Sara ci sono motivi gravi, un aborto e un cancro che hanno reso intollerabili a Sara i problemi di Ida e delle persone in generale. Ha considerazione solo per gli animali che cura; è veterinaria.
- Nikos. Giovane di circa vent'anni, lavora con il padre, il signor De Salvo, a ristrutturare la casa di Ida e sua madre. La madre di Nikos è greca e c'è anche una sorella più giovane. Un giorno vuole confidarsi con Ida e le rivela un terribile fatto che lo ha segnato per sempre.

## Edizioni
- Nadia Terranova, Addio fantasmi, Einaudi, Torino 2018